# Elitserien i baseboll 1963
Elitserien i baseboll 1963 var den för 1963 års säsong högsta serien i baseboll i Sverige. Det var den första gången som Elitserien i baseboll spelades, men korade ingen officiell svensk mästare, segraren blev dock riksmästare. Totalt deltog 4 lag i serien, där alla lag spelade mot varandra två gånger vilket gav totalt sex omgångar.
| Nr | Lag         | Matcher | Vunna | Förlorade | Vinstprocent |
| -- | ----------- | ------- | ----- | --------- | ------------ |
| 1  | Solna       | 6       | 5     | 1         | 0.833        |
| 2  | Stockholm   | 6       | 3     | 3         | 0.500        |
| 3  | Bagarmossen | 6       | 3     | 3         | 0.500        |
| 4  | Kärrtorp    | 6       | 1     | 5         | 0.167        |

### Webbkällor
- Svenska Baseboll- och Softbollförbundet, Elitserien 1963-